# CREG1
CREG1‏ (Cellular repressor of E1A stimulated genes 1) هوَ بروتين يُشَفر بواسطة جين CREG1 في الإنسان.
يُنشّط بروتين الفيروس الغدي E1A ويُثبّط التعبير الجيني لتعزيز تكاثر الخلايا وتثبيط تمايزها. يُعيق البروتين المُشفّر بواسطة هذا الجين التنشيط النسخي والتحول الخلوي بواسطة E1A. يشترك هذا البروتين في تشابه محدود في التسلسل مع E1A، ويرتبط بكلٍّ من عامل النسخ العام TBP وعامل تثبيط الورم pRb في المختبر. قد يُسهم هذا الجين في التحكم النسخي في نمو الخلايا وتمايزها.